# Контргамбіт Альбіна
Контргамбіт Альбіна — шаховий дебют, що починається ходами:1. d2-d4 d7-d5 2. c2-c4 e7-e5. Належить до закритих дебютів. 
Вперше його застосував Адольф Альбін проти Емануїла Ласкера 1883 року в Нью-Йорку. 
Жертвою пішака чорні досягають різкого загострення боротьби. Але розроблені хороші методи боротьби за білих. Через це в сучасній практиці контргамбіт трапляється рідко, хоча можливості сторін вивчені не до кінця.

## Варіанти
3. de d4 4. Kf3 Kc6
- 5. g3
- 5. a3
- 5. b3

## Див. Також
Ферзевий гамбіт